# Flower (album Jody Watley)
Flower – siódmy album amerykańskiej wokalistki pop Jody Watley. Płyta została wydana w marcu 1998 jedynie w Europie.

## Utwory
1. Lovin' You So
2. Flower
3. Off the Hook
4. Everything You Do
5. Just One More Time
6. If I'm Not in Love
7. A Lifetime
8. No More Tears to Cry
9. You'll Never Find a Love
10. I Don't Want You Back
11. Baby Tonight
12. 16
13. Off the Hook